# 聖徳太子
聖徳太子（しょうとくたいし、旧字体：聖󠄁德太子）は、古墳時代後期〜飛鳥時代の皇族・政治家。用明天皇の第二皇子で、母は欽明天皇の皇女・穴穂部間人皇女。本名は厩戸王、厩戸皇子、豊聡耳皇子ともいわれるが明らかでない（詳細は#名称の節を参照）。
叔母の推古天皇の下、摂政として蘇我馬子と協調して政治を行い、国際的緊張のなかで遣隋使を派遣するなど中国大陸を当時統治していた隋から進んだ文化や制度をとりいれて、冠位十二階や十七条憲法を定めるなど天皇を中心とした中央集権国家体制の確立を図った。このほか仏教を厚く信仰して興隆に努め、後世には聖徳太子自体が日本の仏教で尊崇の対象となった（太子信仰）。

## 名称

### 本名
本名については同時代史料には残っておらず、和銅5年（712年）成立の『古事記』では「上宮之厩戸豊聡耳命（かみつみやのうまやとのとよとみみのみこと）」とされている。また養老4年（720年）成立の『日本書紀』推古天皇紀では「厩戸豊聡耳皇子命（うまやとのとよとみみのみこのみこと）」とされているほか、用明天皇紀では「豊耳聡聖徳」や「豊聡耳法大王」という表記も見られる。「聖徳太子」の語は『懐風藻』の序に見えるのが初出であり、「厩戸王」という名は歴史学者の小倉豊文が1963年の論文で「生前の名であると思うが論証は省略する」として仮の名としてこの名称を用いたが、以降も論証することはなく、田村圓澄が1964年発刊の中公新書『聖徳太子―斑鳩宮の争い』で注釈なしに本名として扱ったことで広まった。『元興寺伽藍縁起并流記資財帳』が引く「元興寺露盤銘」には「有麻移刀」、「元興寺縁起」には「馬屋門、馬屋戸」と記載されており、前之園亮一は読みが「ウマヤト」であったことは事実であろうとしている。
『日本書紀』推古天皇元年四月条には厩戸前にて出生したという記述があり、『上宮聖徳法王帝説』では厩戸を出たところで生まれたと記述されている。厩戸の名はこれに基づくものとしばしば考えられている。古市晃は舒明天皇期の王宮であった厩坂宮が由来であるとし、渡里恒信は養育を行った額田部湯坐連が馬に深い関係を持っていたことに由来するとしている。また井上薫は厩戸という名の氏族に養育されたのではないかとしているが、同名の氏族が存在したという記録はない。
また「上宮（かみつみや）」を冠した呼称も見られる。『日本書紀』皇極天皇紀では太子の一族が居住していた斑鳩宮を指して「上宮」と呼称しているほか、子の山背大兄王を「上宮王」、娘を「上宮大娘姫王」とも呼称している。顕真が記した『聖徳太子伝私記』の中で引用されている。『日本書紀』では、恵慈が「上宮豊聡耳皇子」の名を使った記述があり、「上宮太子」という記述もある。
「上宮」の語は、古くは中国の歴史書『宋書』や『南斉書』に見え、皇帝や皇太子が居住する場所を表す言葉として用いられている。また、南朝における皇太子は、皇帝の位を脅かす皇帝一族や外戚に代わり、「上宮」にて皇帝支配の一翼を担い、皇帝権を強化する存在として重視されていた。そのため、厩戸皇子が「上宮太子」や「上宮皇太子」などと呼ばれたのは、南朝から百済を経由してもたらされた皇太子や上宮という存在に関する知識が関連しているとする説が存在する。
「厩戸」の語は、厩戸皇子やその一族と関係が深い片岡や馬見丘の地に、馬産に関わった渡来人、上牧・下牧・馬原部・馬見山・駒坂といった馬産に関する地名があったことなどが関連するとする説がある。
「豊聡耳」の語は、「天寿国繡帳」には「等巳刀弥弥乃弥己等（とよとみみのみこと）」、「元興寺塔露盤銘」に「有麻移刀等已刀弥弥乃弥己等（うまやとのとよさとみみのみこと）」、元興寺の釈迦造像記には「等与刀弥弥大王（とよとみみのおおきみ）」とあることから、飛鳥時代には「とよとみみ」と読まれていたことがわかる（厩戸皇子の存命中にそのように呼ばれたかは不明）。また「耳（みみ）」は、神八井耳命や布帝耳神のように、飛鳥時代以前の日本において男性・男神の尊称として用いられた語である。ただし、後世（奈良時代以降）の戸籍には、性別や尊卑に限らず「みみ」を名前に取り入れた人物が多数見えるため、厩戸皇子の耳に関する伝承が生まれたのは奈良時代前後であったと考えられる。

### 尊称
『日本書紀』では、名前から「上宮厩戸豊聡耳太子（うえのみやのうまやととよとみみのひつぎのみこ）」と呼ばれたとしている。「聖徳太子」という名称は死去の129年後の天平勝宝3年（751年）に編纂された『懐風藻』が初出と言われる。そして、平安時代に成立した史書である『日本三代実録』『大鏡』『東大寺要録』『水鏡』等はいずれも「聖徳太子」と記載し、「厩戸」「豐聰耳」などの表記は見えないため、遅くともこの時期には「聖徳太子」の名が一般的な名称となっていたことがうかがえる。
713年-717年頃の成立とされる『播磨国風土記』印南郡大國里条にある生石神社の「石の宝殿」についての記述に、「池之原 原南有作石 形如屋 長二丈 廣一丈五尺 高亦如之 名號曰 大石 傳云 聖徳王御世 厩戸 弓削大連 守屋 所造之石也」（原の南に作石あり。形、屋の如し。長さ二丈（つえ）、廣さ一丈五尺（さか、尺または咫）、高さもかくの如し。名號を大石といふ。傳へていへらく、聖徳の王の御世、弓削の大連の造れる石なり）とあり、「弓削の大連」は物部守屋、「聖徳の王（聖徳王）」は厩戸皇子と解釈する説もある。また、大宝令の注釈書『古記』（天平10年、738年頃）には上宮太子の諡号を「聖徳王」としたとある。
またこれらを複合したものでは、慶雲3年（706年）頃に作られた「法起寺塔露盤銘」には「上宮太子聖徳皇」、「法隆寺金堂薬師如来像光背銘」では「東宮聖王」、『日本書紀』では上宮厩戸豊聡耳太子のほかに「豊耳聡聖徳（とよみみさとしょうとく）」「豊聡耳法大王」「法主王」「東宮聖徳」といった尊称が記されている。

## 略歴

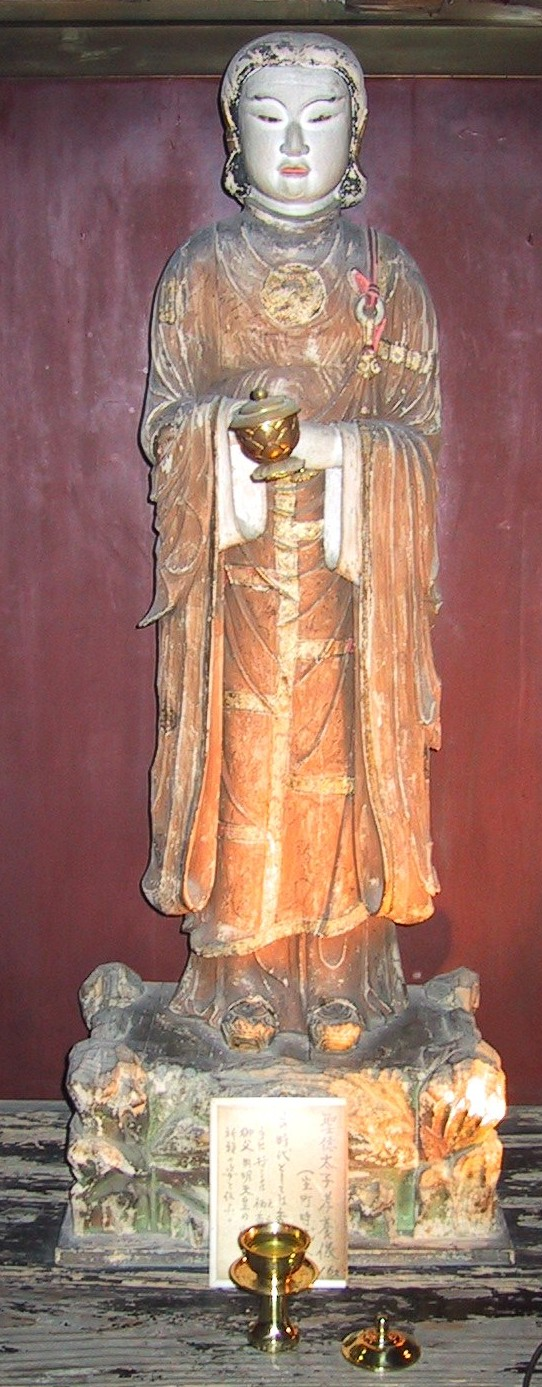
聖徳太子立像（飛鳥寺）

敏達天皇3年1月1日（574年2月7日）、橘豊日皇子と穴穂部間人皇女との間に現在の奈良県明日香村に生まれた。橘豊日皇子は蘇我稲目の娘堅塩媛を母として生まれた欽明天皇の皇子であり、穴穂部間人皇女の母は同じく稲目の娘・小姉君であり、その父もまた欽明天皇であった。つまり厩戸皇子は蘇我氏と強い血縁関係にあり、また、欽明天皇を同じく父とする異母兄妹の兄妹婚によって生まれた子供とされている。
幼少時から聡明で仏法を尊んだと言われ、様々な逸話、伝説が残されている。
用明天皇元年（585年）、敏達天皇の死去を受け、父・橘豊日皇子が即位した（用明天皇）。この頃、仏教の受容を巡って崇仏派の蘇我馬子と排仏派の物部守屋とが激しく対立するようになっていた。用明天皇2年（587年）、用明天皇は死去した。皇位を巡って争いになり、馬子は、豊御食炊屋姫（敏達天皇の皇后）の詔を得て、守屋が推す穴穂部皇子を誅殺し、諸豪族、諸皇子を集めて守屋討伐の大軍を起こした。厩戸皇子もこの軍に加わった。討伐軍は河内国渋川郡の守屋の館を攻めたが、軍事氏族である物部氏の兵は精強で、稲城を築き、頑強に抵抗した。討伐軍は三度撃退された。これを見た厩戸皇子は、白膠の木を切って四天王の像をつくり、戦勝を祈願して、勝利すれば仏塔をつくり仏法の弘通に努める、と誓った。討伐軍は物部軍を攻め立て、守屋は迹見赤檮に射殺された。軍衆は逃げ散り、大豪族であった物部氏は没落した。（丁未の変）
戦後、馬子は泊瀬部皇子を皇位に就けた（崇峻天皇）。しかし政治の実権は馬子が持ち、これに不満な崇峻天皇は馬子と対立した。崇峻天皇5年（592年）、馬子は東漢駒に崇峻天皇を暗殺させた。推古天皇元年（593年）、馬子は豊御食炊屋姫を擁立して皇位につけた（推古天皇）。皇室史上初の女帝である。厩戸皇子は皇太子となり、馬子と共に天皇を補佐した。
同年、厩戸皇子は物部氏との戦いの際の誓願を守り、摂津国難波に四天王寺を建立した。四天王寺に施薬院、療病院、悲田院、敬田院の四箇院を設置した伝承がある。推古天皇2年（594年）、仏教興隆の詔を発した。推古天皇3年（595年）、高句麗の僧慧慈が渡来し、太子の師となり「隋は官制が整った強大な国で仏法を篤く保護している」と太子に伝えた。
推古天皇5年（597年）、吉士磐金を新羅へ派遣し、翌年に新羅が孔雀を贈ることもあったが、推古天皇8年（600年）に新羅征討の軍を出し、交戦の末、調を貢ぐことを約束させる。
推古天皇9年（601年）、斑鳩宮を造営した。
推古天皇10年（602年）、再び新羅征討の軍を起こした。同母弟・来目皇子を将軍に筑紫に2万5千の軍衆を集めたが、渡海準備中に来目皇子が死去した（新羅の刺客に暗殺されたという説がある）。後任には異母弟・当麻皇子が任命されたが、妻の死を理由に都へ引き揚げ、結局、遠征は中止となった。この新羅遠征計画は天皇の軍事力強化が狙いで、渡海遠征自体は目的ではなかったという説もある。また、来目皇子の筑紫派遣後、聖徳太子を中心とする上宮王家及びそれに近い氏族（秦氏や膳氏など）が九州各地に部民を設置して事実上の支配下に置いていったとする説もあり、更に後世の大宰府の元になった筑紫大宰も元々は上宮王家が任じられていたとする見方もある。書生を選び、来日した観勒に暦を学ばせる。
推古天皇11年（603年）12月5日、いわゆる冠位十二階を定めた。氏姓制ではなく才能を基準に人材を登用し、天皇の中央集権を強める目的であったと言われる。
推古天皇12年（604年）4月3日、「夏四月 丙寅朔戊辰 皇太子親肇作憲法十七條」（『日本書紀』）いわゆる十七条憲法を制定した。豪族たちに臣下としての心構えを示し、天皇に従い、仏法を敬うことを強調している。9月には、朝礼を改め、宮門を出入りする際の作法を詔によって定めた。
推古天皇13年（605年）、諸王諸臣に、褶の着用を命じる。斑鳩宮へ移り住む。
推古天皇15年（607年）、屯倉を各国に設置する。高市池、藤原池、肩岡池、菅原池などを作り、山背国栗隈に大溝を掘る。小野妹子、鞍作福利を使者とし隋に国書を送った。翌年、返礼の使者である裴世清が訪れた。日本書紀によると裴世清が携えた書には「皇帝問倭皇」（「皇帝 倭皇に問ふ」）とある。これに対する返書には「東天皇敬白西皇帝」（「東の天皇 西の皇帝に敬まひて白す）とあり、隋が「倭皇」とした箇所を「東天皇」としている。この返書と裴世清の帰国のため、妹子を、高向玄理、南淵請安、旻ら留学生と共に再び隋へ派遣した。
推古天皇20年（612年）、百済人の味摩之が伎楽を伝え、少年たちに伎楽を習わせた。
推古天皇21年（613年）、掖上池、畝傍池、和珥池を作る。難波から飛鳥までの大道を築く。日本最古の官道であり、現在の竹内街道とほぼ重なる。
推古天皇22年（614年）、犬上御田鍬らを隋へ派遣する（最後の遣隋使となる）。
厩戸皇子は仏教を厚く信仰し、推古天皇23年（615年）までに『法華義疏』（伝：推古天皇23年（615年））、『勝鬘経義疏』（伝：推古天皇19年（611年））、『維摩経義疏』（伝：推古天皇21年（613年））を著した。これらを「三経義疏」と総称する。
推古天皇28年（620年）、厩戸皇子は馬子と議して『国記』『天皇記』『臣連伴造国造百八十部并公民等本記』を編纂した。
推古天皇30年（622年）、斑鳩宮で倒れた厩戸皇子の回復を祈りながらの厩戸皇子妃・膳大郎女が2月21日に死去し、その後を追うようにして翌22日、厩戸皇子は死去した（『日本書紀』では、同29年2月5日（621年））。享年49。『大安寺伽藍縁起幷流記資材帳』によれば、このとき厩戸皇子が田村皇子に熊凝寺を譲っており、これは嫡流の交替を象徴するものであった。

## そのほかの伝説

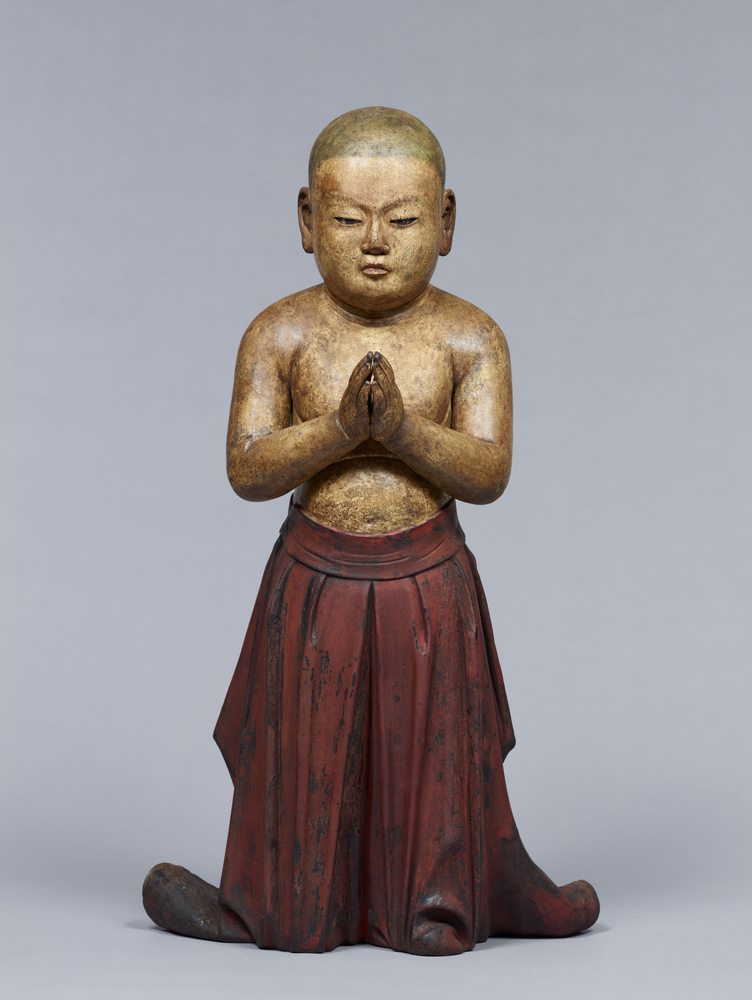
鎌倉時代に製作された南無仏太子立像（奈良国立博物館所蔵）。聖徳太子が2歳時に東の方角に向かい、合掌して「南無仏」と唱えたとする伝説を表した彫像で、鎌倉時代末期から作例が増加した。

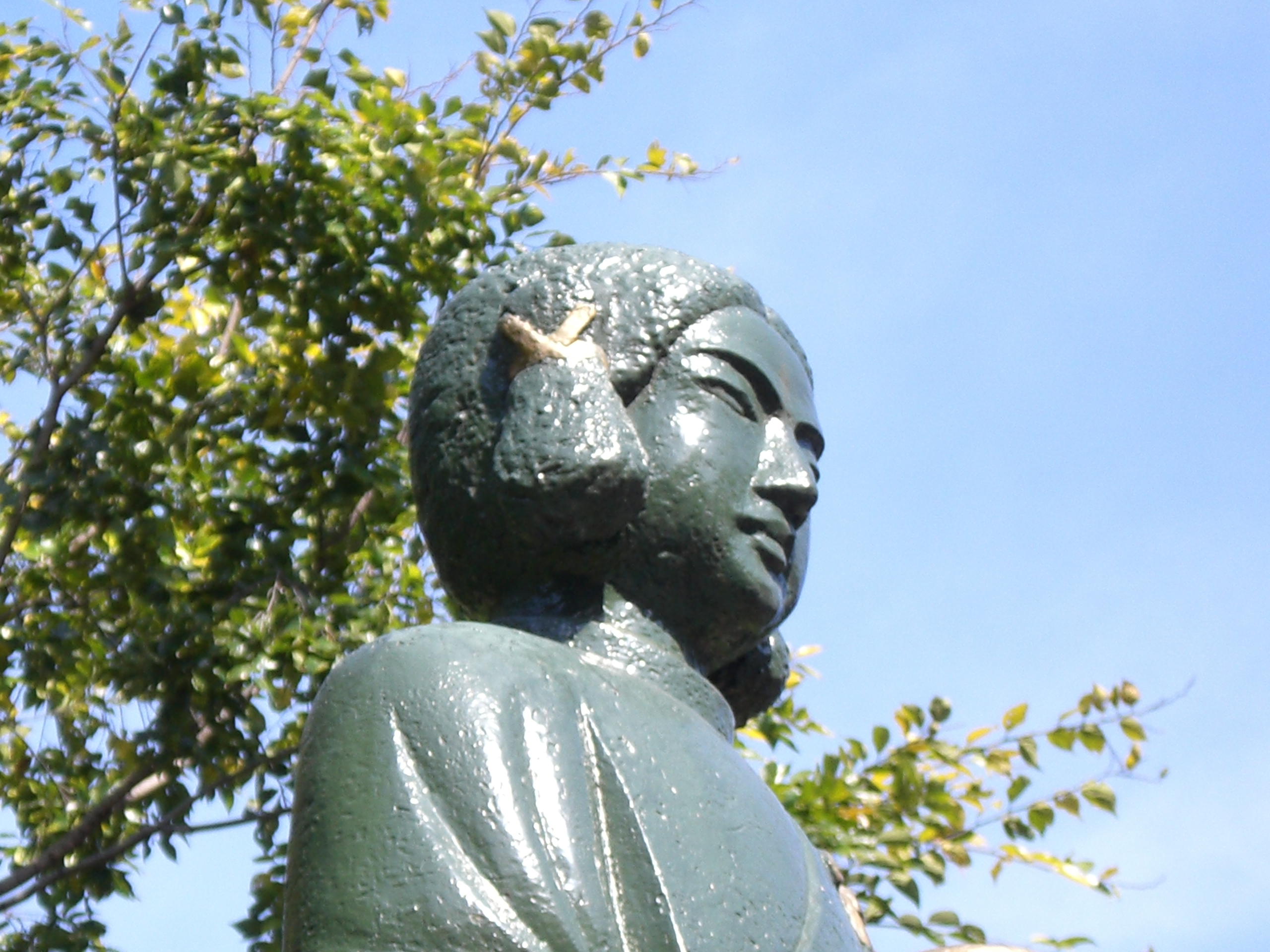
16歳の聖徳太子像（新井薬師寺）

以下は、聖徳太子にまつわる伝説的なエピソードのいくつかである。
なお、聖徳太子の事績や伝説については、それらが主に掲載されている『古事記』『日本書紀』（記紀）の編纂が既に死後1世紀近く経っていることや記紀成立の背景を反映して、脚色が加味されていると思われる。そのため様々な研究・解釈が試みられている。平安時代に著された聖徳太子の伝記『聖徳太子伝暦』は、聖徳太子伝説の集大成として多数の伝説を伝えている。

### 出生について
「厩の前で生まれた」「母・間人皇女は西方の救世観音菩薩が皇女の口から胎内に入り、厩戸を身籠もった」（受胎告知）などの太子出生伝説に関して、「記紀編纂当時既に中国に伝来していた景教（キリスト教のネストリウス派）の福音書の内容などが日本に伝わり、その中からイエス・キリスト誕生の逸話が貴種出生譚として聖徳太子伝説に借用された」との可能性を唱える研究者（久米邦武が代表例）もいる。
しかし、一般的には、当時の国際色豊かな中国の思想・文化が流入した影響と見なす説が主流である。ちなみに出生の西暦574年の干支は甲午（きのえうま）でいわゆる午年であるし、また古代中国にも観音や神仙により受胎するというモチーフが成立し得たと考えられている（イエスよりさらに昔の釈迦出生の際の逸話にも似ている）。出生地は橘寺またはその付近とされる。橘寺はタヂマモリが垂仁天皇の御世に常世の国から持ち帰った橘の実の種を植えた場所といわれる。

### 豊聡耳
ある時、厩戸皇子が人々の請願を聞く機会があった。我先にと口を開いた請願者の数は10人にも上ったが、皇子は全ての人が発した言葉を漏らさず一度で理解し、的確な答えを返したという。この故事に因み、これ以降皇子は豊聡耳（とよとみみ、とよさとみみ）とも呼ばれるようになった。
『上宮聖徳法王帝説』『聖徳太子伝暦』では8人であり、それゆえ厩戸豊聰八耳皇子と呼ばれるとしている。
『日本書紀』と『日本現報善悪霊異記』では10人である。また『聖徳太子伝暦』には11歳の時に子供36人の話を同時に聞き取れたと記されている。一方、「豊かな耳を持つ」＝「人の話を聞き分けて理解することに優れている」＝「頭がよい」という意味で豊聡耳という名が付けられてから上記の逸話が後付けされたとする説もある。
近年では、当時の日本は渡来人も行き来しており日本国内での言語はまだ一つに統一されておらず、聖徳太子が様々な言語や方言を聞き取ることができた人物だった、という意味ではないのかとする説が浮かび上がってきた。

### 兼知未然
『日本書紀』には「兼知未然（兼ねて未然を知ろしめす、兼ねて未だ然らざるを知ろしめす）」とある。この記述は後世に未来記（聖徳太子による予言）の存在が噂される一因となった。『平家物語』巻第八に「聖徳太子の未来記にも、けふのことこそゆかしけれ」とある。また、『太平記』巻六「正成天王寺の未来記披見の事」には楠木正成が未来記を実見し、後醍醐天皇の復帰とその親政を読み取る様が記されている。これらの記述からも未来記の名が当時良く知られていたことがうかがわれる。
中世から近世にかけて未来記は多数偽作され、有名なものでは寛弘4年（1007年）の『荒陵寺御手印縁起』、慶安元年（1648年）の『聖徳太子日本国未来記』、延宝7年（1679年）の『先代旧事本紀大成経』の69巻目『未然本記』などがある。

### 南嶽慧思の生まれ変わり
「南嶽慧思後身説（慧思禅師後身説）」と呼ばれる説。聖徳太子は天台宗開祖の天台智顗の師の南嶽慧思（515年 - 577年）の生まれ変わりであるとする。『四天王寺障子伝（七代記）』『上宮皇太子菩薩伝』『聖徳太子伝暦』などに記述があるかもしれない。
中国でも、「南嶽慧思後身説」は知られており鑑真渡日の動機となったとする説もある。

### 飛翔伝説
『聖徳太子伝暦』や『扶桑略記』によれば、太子は推古天皇6年（598年）4月に諸国から良馬を貢上させ、献上された数百匹の中から四脚の白い甲斐の黒駒を神馬であると見抜き、舎人の調使麿に命じて飼養する。同年9月に太子が試乗すると馬は天高く飛び上がり、太子と調使麿を連れて東国へ赴き、富士山を越えて信濃国まで至ると、3日を経て都へ帰還したという。

### 片岡飢人（者）伝説
『日本書紀』によると次のようなものである。
推古天皇21年12月庚午朔（613年）皇太子が片岡（片岡山）に遊行した時、飢えた人が道に臥していた。姓名を問われても答えない。太子はこれを見て飲み物と食物を与え、衣を脱いでその人を覆ってやり、「安らかに寝ていなさい」と語りかけた。太子は次の歌を詠んだ。
翌日、太子が使者にその人を見に行かせたところ、使者は戻って来て、「すでに死んでいました」と告げた。太子は大いに悲しんで、亡骸をその場所に埋葬してやり、墓を固く封じた。数日後、太子は近習の者を召して、「あの人は普通の者ではない。真人にちがいない」と語り、使者に見に行かせた。使者が戻って来て、「墓に行って見ましたが、動かした様子はありませんでした。しかし、棺を開いてみると屍も骨もありませんでした。ただ棺の上に衣服だけがたたんで置いてありました」と告げた。太子は再び使者を行かせて、その衣を持ち帰らせ、いつものように身に着けた。人々は大変不思議に思い、「聖（ひじり）は聖を知るというのは、真実だったのだ」と語って、ますます太子を畏敬した。
『万葉集』には上宮聖德皇子作として次の歌がある。
また、『拾遺和歌集』には聖徳太子作として次の歌がある。
後世、この飢人は達磨大師であるとする信仰が生まれた。飢人の墓の地とされた北葛城郡王寺町に達磨寺が建立されている。

### 箸の奨励について
隋へ派遣した小野妹子からの報告をきっかけに、宮中での箸の使用を奨励したという。

## ゆかりの寺院

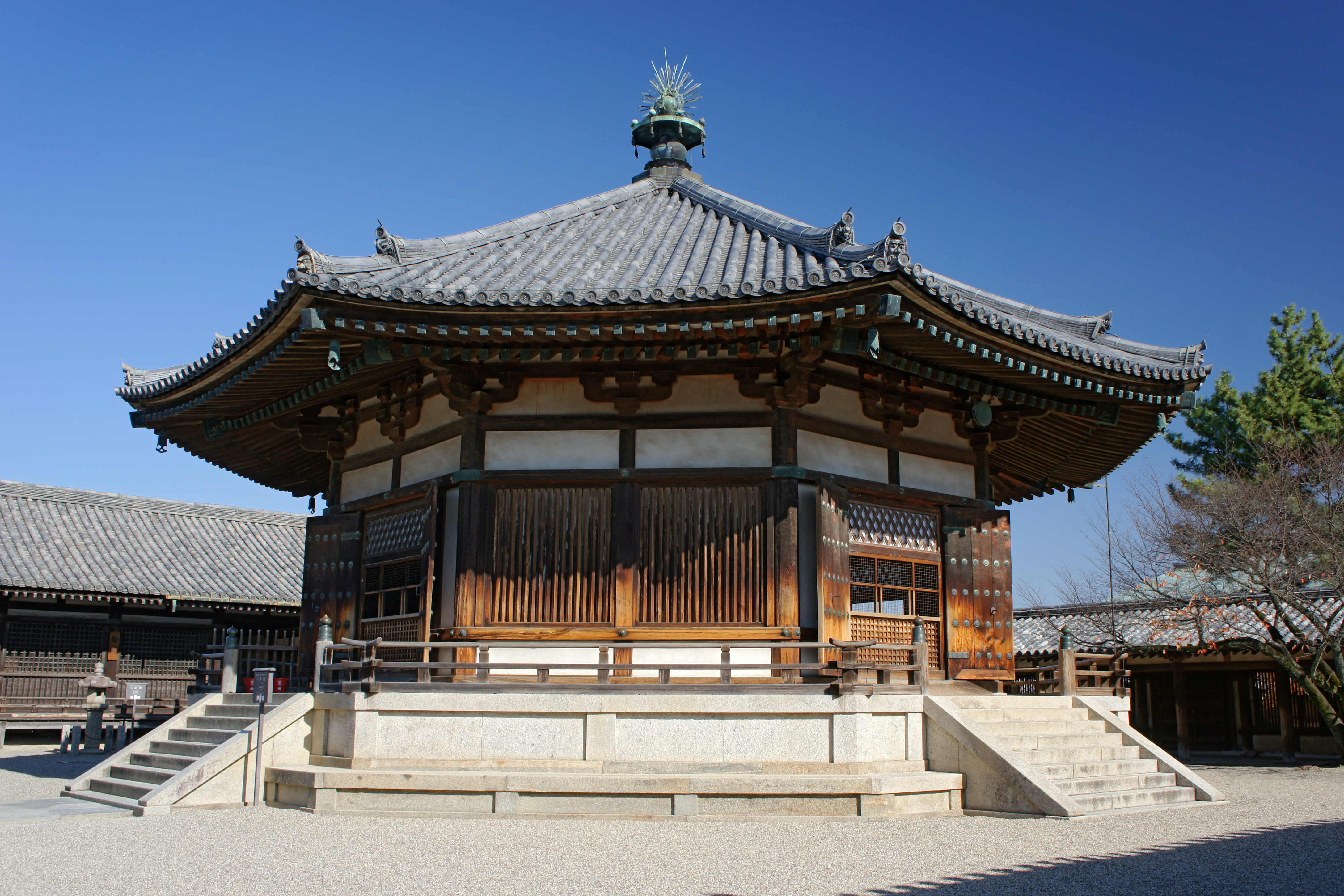
夢殿（法隆寺）

日本各地には聖徳太子が仏教を広めるために建てたとされる寺院が数多くあるが、それらの寺院の中には後になって聖徳太子の名を借りた（仮託）だけで、実は聖徳太子は関わっていない寺院も数多くあると考えられており、境野黄洋は聖徳太子が建立した寺院について「法隆寺と四天王寺は確実である」と述べている。
四天王寺
大阪市天王寺区。『日本書紀』によれば、蘇我氏と物部氏の戦いにおいて、蘇我氏側である聖徳太子は戦いに勝利すれば、四天王を安置する寺院を建てると誓願を立てた。見事勝利したので、摂津国難波に四天王寺を建てた。『書記』によれば593年（推古天皇元年）のことという。四天王寺には、敬田院、施薬院、療病院、悲田院の4つの四箇院を設置したという。なお、聖徳太子の佩刀とされる七星剣と丙子椒林剣が現在、四天王寺に保管されている。本尊は救世観音で、四天王寺では聖徳太子の念持仏の如意輪観音とも同一視される。
法隆寺（斑鳩寺）
奈良県生駒郡斑鳩町。金堂薬師如来像光背銘によれば、法隆寺は用明天皇が自らの病気平癒のため建立を発願したが、志を遂げずに死去したため、遺志を継いだ推古天皇と聖徳太子が推古天皇15年（607年）に寺と薬師像を造ったという。『日本書紀』には天智天皇9年（670年）に法隆寺が全焼したとの記事がある。この記事をめぐり、現存する法隆寺（西院伽藍）は聖徳太子の時代のものか、天智天皇9年（670年）以降の再建かについて長い論争があったが（法隆寺再建非再建論争）、若草伽藍の発掘調査により、聖徳太子時代の伽藍は一度焼失し、現存の西院伽藍は7世紀末頃の再建であることが定説となっている。「夢殿」を中心とする東院伽藍は太子の営んだ斑鳩宮の旧地に建てられている。
斑鳩寺（播磨）
兵庫県揖保郡太子町。聖徳太子は推古天皇から賜った播磨国揖保郡の地を「鵤荘」と名付け、伽藍を建立し、法隆寺に寄進をした。これが斑鳩寺の始まりと伝えられている。斑鳩寺は創建から永らく法隆寺の別院（支院）であったが、焼失、再建の後に天台宗へ改宗した。現在も「お太子さん」と呼ばれて信仰を集めている。なお、俗に「聖徳太子の地球儀」と呼ばれる「地中石」という寺宝が伝わっている。聖徳太子生誕地の橘寺と、墓所の叡福寺を結んだライン延長上にこの太子町の斑鳩寺が位置しているとの伝来がある。
太子建立七大寺
四天王寺、法隆寺、中宮寺（中宮尼寺）、橘寺、蜂岡寺（広隆寺）、池後寺（法起寺）、葛木寺（葛城尼寺）は『上宮聖徳法王帝説』や、『法隆寺伽藍縁起并流記資財帳』によって聖徳太子が創建した七大寺と称されている。
河内三太子
聖徳太子ゆかりの寺院とされる叡福寺、野中寺、大聖勝軍寺はそれぞれ上之太子（かみのたいし）、中之太子（なかのたいし）、下之太子（しものたいし）と呼ばれ、「河内三太子」と総称されている。

## ゆかりの神社
敬神の詔を推古15年（607年）に出したことからわかるように、聖徳太子は神道の神をも厚く祀った。四天王寺境内には鳥居があるほか、伊勢遥拝所・熊野権現遥拝所、守屋祠がある。
- 四天王寺七宮 - 聖徳太子創建。小儀神社（四天王寺東門前）、土塔神社（同南門前）、河堀稲生神社（大阪市天王寺区大道）、久保神社（同勝山）、大江神社（同夕陽丘町）、堀越神社（同茶臼山町）、上之宮神社（同上之宮町）
- 玉造稲荷神社（大阪市中央区玉造） - 聖徳太子がこの地に布陣して戦勝を祈願し、戦勝後当地に観音堂を建てたという伝承がある。
- 龍田神社（奈良県生駒郡斑鳩町龍田） - 聖徳太子が法隆寺の建設地を探していたとき、白髪の老人の姿をした龍田大明神が「斑鳩の里が仏法興隆の地である。私はその守護神となる」と託宣したので、その地を選び、鎮守社とした。
- 龍田大社（奈良県生駒郡三郷町） − 聖徳太子が法隆寺建立の際、龍田大社に祈願し、落慶の際に法隆寺の守り神として龍田大社の御分霊をお祀りした。
- 御影の綱敷天満宮（兵庫県神戸市東灘区御影） - 四天王寺創建の際、六甲山の御影石を切り出し、その際、蒼稲魂神を合せ祠る。その御神体と、聖徳太子の所持していた笏と駒角が現存する。
- 竜王宮（滋賀県竜王町鏡山） - 山頂付近に聖徳太子26歳の時、自ら観音像を彫られ創建された雲冠寺（うんかんじ）跡がある。雨の神・水の神ともいわれる八大竜王が龍王宮として祀られ、寺院の守護をした。
- 飽波神社（生駒郡安堵町） - 聖徳太子が牛頭天王を祀ったのが創建と伝えられ、飽波宮のあった場所と比定する説もある。主祭神は素戔嗚尊。
- 森之宮神社（鵲森宮〈かささぎもりみや〉、大阪市中央区森之宮） - 用明天皇と間人皇后を祀る。聖徳太子創建。
- 福王神社（三重県三重郡菰野町田口） - 聖徳太子の命により毘沙門天が安置され、国の鎮護と伊勢神宮の守りとしたと伝わる。
- 御沢神社（おさわじんじゃ、滋賀県東近江市上平木町） - 主祭神は市杵嶋姫命、弁財天女、聖徳太子、八大龍王。聖徳太子が蘇我馬子に命じてこの一帯を開墾したとき、用水の溜池として清水（きよみず）池、白水（はくすい）池、泥水（にごり）池をつくり、神社を創建したと伝わる。
- 白龍大神天宮塚（兵庫県宝塚市） - 円錐形の山容をした天宮塚は中山連山の一つで、聖徳太子御修行遺跡。聖徳太子創建の中山寺と関わる。
- 大歳神社（和歌山県紀の川市） - 朝敵退治の誓願のため軍を率い、この地に着陣して年越しをする。その跡地を大歳神社と号し祀るようになる。

## 墓

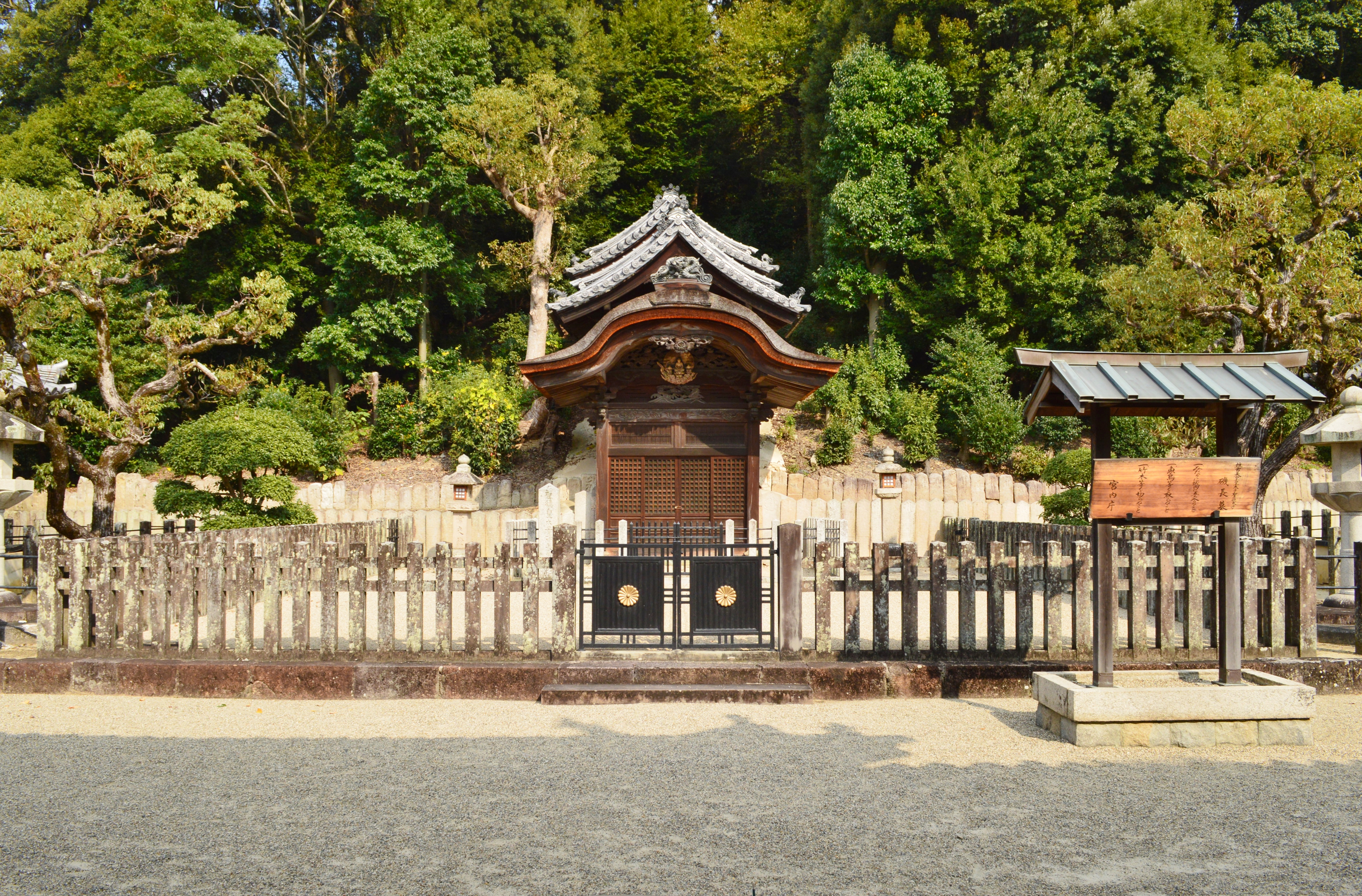
聖徳太子 磯長墓
（大阪府南河内郡太子町）

墓は、宮内庁により大阪府南河内郡太子町の叡福寺境内にある磯長墓（しながのはか）に治定されている。遺跡名は「叡福寺北古墳」で、円墳である。『日本書紀』には「磯長陵」と見える。穴穂部間人皇女と膳部菩岐々美郎女を合葬する三骨一廟である。なお、明治時代に内部調査した際の記録を基にした横穴式石室の復元模型が大阪府立近つ飛鳥博物館に存在する。
直径約55メートルの円墳。墳丘の周囲は「結界石」と呼ばれる石の列によって二重に囲まれている。2002年に結界石の保存のため、宮内庁書陵部によって整備され、墳丘すそ部が3カ所発掘された。2002年11月14日、考古学、歴史学の学会代表らに調査状況が初めて公開された。墳丘の直径が55メートルを下回る可能性が指摘されている。

## 系譜
先祖
| \| \| \| \| \| \| \| \| \| \| \| \| \| \| \| \| \| \| \| \| 16.彦主人王(=24) \| \| \| \| \| \| \| \| \| \| \| \| \| \| \| \| \| \| \| \| \| \| \| \| \| \| \| \| \| \| \| \| \| \| \| \| \| \| \| \| \| \| \| \| \| \| \| \| \| \| \| \| \| \| 8. 第26代 継体天皇(=12) \| \| \| \| \| \| \| \| \| \| \| \| \| \| \| \| \| \| \| \| \| \| \| \| \| \| \| \| \| \| \| \| \| \| \| \| \| \| \| \| \| \| \| \| \| \| \| \| \| \| \| \| \| \| 17. 振媛(=25) \| \| \| \| \| \| \| \| \| \| \| \| \| \| \| \| \| \| \| \| \| \| \| \| \| \| \| \| \| \| \| \| \| \| \| \| \| \| \| \| \| \| \| \| \| \| \| \| \| \| \| \| \| \| 4. 第29代 欽明天皇(=6) \| \| \| \| \| \| \| \| \| \| \| \| \| \| \| \| \| \| \| \| \| \| \| \| \| \| \| \| \| \| \| \| \| \| \| \| \| \| \| \| \| \| \| \| \| \| \| \| \| \| \| \| \| \| 18. 第24代 仁賢天皇(=26) \| \| \| \| \| \| \| \| \| \| \| \| \| \| \| \| \| \| \| \| \| \| \| \| \| \| \| \| \| \| \| \| \| \| \| \| \| \| \| \| \| \| \| \| \| \| \| \| \| \| \| \| \| \| 9. 手白香皇女(=13) \| \| \| \| \| \| \| \| \| \| \| \| \| \| \| \| \| \| \| \| \| \| \| \| \| \| \| \| \| \| \| \| \| \| \| \| \| \| \| \| \| \| \| \| \| \| \| \| \| \| \| \| \| \| 19. 春日大娘皇女(=27) \| \| \| \| \| \| \| \| \| \| \| \| \| \| \| \| \| \| \| \| \| \| \| \| \| \| \| \| \| \| \| \| \| \| \| \| \| \| \| \| \| \| \| \| \| \| \| \| \| \| \| \| \| \| 2. 第31代 用明天皇 \| \| \| \| \| \| \| \| \| \| \| \| \| \| \| \| \| \| \| \| \| \| \| \| \| \| \| \| \| \| \| \| \| \| \| \| \| \| \| \| \| \| \| \| \| \| \| \| \| \| \| \| \| \| 20. 蘇我高麗(=28) \| \| \| \| \| \| \| \| \| \| \| \| \| \| \| \| \| \| \| \| \| \| \| \| \| \| \| \| \| \| \| \| \| \| \| \| \| \| \| \| \| \| \| \| \| \| \| \| \| \| \| \| \| \| 10. 蘇我稲目(=14) \| \| \| \| \| \| \| \| \| \| \| \| \| \| \| \| \| \| \| \| \| \| \| \| \| \| \| \| \| \| \| \| \| \| \| \| \| \| \| \| \| \| \| \| \| \| \| \| \| \| \| \| \| \| 5. 蘇我堅塩媛 \| \| \| \| \| \| \| \| \| \| \| \| \| \| \| \| \| \| \| \| \| \| \| \| \| \| \| \| \| \| \| \| \| \| \| \| \| \| \| \| \| \| \| \| \| \| \| \| \| \| \| \| \| \| 1. 聖徳太子 \| \| \| \| \| \| \| \| \| \| \| \| \| \| \| \| \| \| \| \| \| \| \| \| \| \| \| \| \| \| \| \| \| \| \| \| \| \| \| \| \| \| \| \| \| \| \| \| \| \| \| \| \| \| 24. 彦主人王(=16) \| \| \| \| \| \| \| \| \| \| \| \| \| \| \| \| \| \| \| \| \| \| \| \| \| \| \| \| \| \| \| \| \| \| \| \| \| \| \| \| \| \| \| \| \| \| \| \| \| \| \| \| \| \| 12. 第26代 継体天皇(=8) \| \| \| \| \| \| \| \| \| \| \| \| \| \| \| \| \| \| \| \| \| \| \| \| \| \| \| \| \| \| \| \| \| \| \| \| \| \| \| \| \| \| \| \| \| \| \| \| \| \| \| \| \| \| 25. 振媛(=17) \| \| \| \| \| \| \| \| \| \| \| \| \| \| \| \| \| \| \| \| \| \| \| \| \| \| \| \| \| \| \| \| \| \| \| \| \| \| \| \| \| \| \| \| \| \| \| \| \| \| \| \| \| \| 6. 第29代 欽明天皇(=4) \| \| \| \| \| \| \| \| \| \| \| \| \| \| \| \| \| \| \| \| \| \| \| \| \| \| \| \| \| \| \| \| \| \| \| \| \| \| \| \| \| \| \| \| \| \| \| \| \| \| \| \| \| \| 26. 第24代 仁賢天皇(=18) \| \| \| \| \| \| \| \| \| \| \| \| \| \| \| \| \| \| \| \| \| \| \| \| \| \| \| \| \| \| \| \| \| \| \| \| \| \| \| \| \| \| \| \| \| \| \| \| \| \| \| \| \| \| 13. 手白香皇女(=9) \| \| \| \| \| \| \| \| \| \| \| \| \| \| \| \| \| \| \| \| \| \| \| \| \| \| \| \| \| \| \| \| \| \| \| \| \| \| \| \| \| \| \| \| \| \| \| \| \| \| \| \| \| \| 27. 春日大娘皇女(=19) \| \| \| \| \| \| \| \| \| \| \| \| \| \| \| \| \| \| \| \| \| \| \| \| \| \| \| \| \| \| \| \| \| \| \| \| \| \| \| \| \| \| \| \| \| \| \| \| \| \| \| \| \| \| 3. 穴穂部間人皇女 \| \| \| \| \| \| \| \| \| \| \| \| \| \| \| \| \| \| \| \| \| \| \| \| \| \| \| \| \| \| \| \| \| \| \| \| \| \| \| \| \| \| \| \| \| \| \| \| \| \| \| \| \| \| 28. 蘇我高麗(=20) \| \| \| \| \| \| \| \| \| \| \| \| \| \| \| \| \| \| \| \| \| \| \| \| \| \| \| \| \| \| \| \| \| \| \| \| \| \| \| \| \| \| \| \| \| \| \| \| \| \| \| \| \| \| 14. 蘇我稲目(=10) \| \| \| \| \| \| \| \| \| \| \| \| \| \| \| \| \| \| \| \| \| \| \| \| \| \| \| \| \| \| \| \| \| \| \| \| \| \| \| \| \| \| \| \| \| \| \| \| \| \| \| \| \| \| 7. 蘇我小姉君 \| \| \| \| \| \| \| \| \| \| \| \| \| \| \| \| \| \| \| \| \| \| \| \| \| \| \| \| \| \| \| \| \| \| \| \| \| \| \| \| \| \| \| \| \| \| \| \| \| \| \| \| |                          |  |  |  |  |  |  |  |  |  |  |  |  |  |  |  |
| |                          |  |  |  |  |  |  |  |  |  |  |  |  |  |  |  |
| | 16.彦主人王(=24)         |  |  |  |  |  |  |  |  |  |  |  |  |  |  |  |
| |                          |  |  |  |  |  |  |  |  |  |  |  |  |  |  |  |
| |                          |  |  |  |  |  |  |  |  |  |  |  |  |  |  |  |
| | 8. 第26代 継体天皇(=12)  |  |  |  |  |  |  |  |  |  |  |  |  |  |  |  |
| |                          |  |  |  |  |  |  |  |  |  |  |  |  |  |  |  |
| |                          |  |  |  |  |  |  |  |  |  |  |  |  |  |  |  |
| | 17. 振媛(=25)            |  |  |  |  |  |  |  |  |  |  |  |  |  |  |  |
| |                          |  |  |  |  |  |  |  |  |  |  |  |  |  |  |  |
| |                          |  |  |  |  |  |  |  |  |  |  |  |  |  |  |  |
| | 4. 第29代 欽明天皇(=6)   |  |  |  |  |  |  |  |  |  |  |  |  |  |  |  |
| |                          |  |  |  |  |  |  |  |  |  |  |  |  |  |  |  |
| |                          |  |  |  |  |  |  |  |  |  |  |  |  |  |  |  |
| | 18. 第24代 仁賢天皇(=26) |  |  |  |  |  |  |  |  |  |  |  |  |  |  |  |
| |                          |  |  |  |  |  |  |  |  |  |  |  |  |  |  |  |
| |                          |  |  |  |  |  |  |  |  |  |  |  |  |  |  |  |
| | 9. 手白香皇女(=13)       |  |  |  |  |  |  |  |  |  |  |  |  |  |  |  |
| |                          |  |  |  |  |  |  |  |  |  |  |  |  |  |  |  |
| |                          |  |  |  |  |  |  |  |  |  |  |  |  |  |  |  |
| | 19. 春日大娘皇女(=27)    |  |  |  |  |  |  |  |  |  |  |  |  |  |  |  |
| |                          |  |  |  |  |  |  |  |  |  |  |  |  |  |  |  |
| |                          |  |  |  |  |  |  |  |  |  |  |  |  |  |  |  |
| | 2. 第31代 用明天皇       |  |  |  |  |  |  |  |  |  |  |  |  |  |  |  |
| |                          |  |  |  |  |  |  |  |  |  |  |  |  |  |  |  |
| |                          |  |  |  |  |  |  |  |  |  |  |  |  |  |  |  |
| | 20. 蘇我高麗(=28)        |  |  |  |  |  |  |  |  |  |  |  |  |  |  |  |
| |                          |  |  |  |  |  |  |  |  |  |  |  |  |  |  |  |
| |                          |  |  |  |  |  |  |  |  |  |  |  |  |  |  |  |
| | 10. 蘇我稲目(=14)        |  |  |  |  |  |  |  |  |  |  |  |  |  |  |  |
| |                          |  |  |  |  |  |  |  |  |  |  |  |  |  |  |  |
| |                          |  |  |  |  |  |  |  |  |  |  |  |  |  |  |  |
| | 5. 蘇我堅塩媛            |  |  |  |  |  |  |  |  |  |  |  |  |  |  |  |
| |                          |  |  |  |  |  |  |  |  |  |  |  |  |  |  |  |
| |                          |  |  |  |  |  |  |  |  |  |  |  |  |  |  |  |
| | 1. 聖徳太子              |  |  |  |  |  |  |  |  |  |  |  |  |  |  |  |
| |                          |  |  |  |  |  |  |  |  |  |  |  |  |  |  |  |
| |                          |  |  |  |  |  |  |  |  |  |  |  |  |  |  |  |
| | 24. 彦主人王(=16)        |  |  |  |  |  |  |  |  |  |  |  |  |  |  |  |
| |                          |  |  |  |  |  |  |  |  |  |  |  |  |  |  |  |
| |                          |  |  |  |  |  |  |  |  |  |  |  |  |  |  |  |
| | 12. 第26代 継体天皇(=8)  |  |  |  |  |  |  |  |  |  |  |  |  |  |  |  |
| |                          |  |  |  |  |  |  |  |  |  |  |  |  |  |  |  |
| |                          |  |  |  |  |  |  |  |  |  |  |  |  |  |  |  |
| | 25. 振媛(=17)            |  |  |  |  |  |  |  |  |  |  |  |  |  |  |  |
| |                          |  |  |  |  |  |  |  |  |  |  |  |  |  |  |  |
| |                          |  |  |  |  |  |  |  |  |  |  |  |  |  |  |  |
| | 6. 第29代 欽明天皇(=4)   |  |  |  |  |  |  |  |  |  |  |  |  |  |  |  |
| |                          |  |  |  |  |  |  |  |  |  |  |  |  |  |  |  |
| |                          |  |  |  |  |  |  |  |  |  |  |  |  |  |  |  |
| | 26. 第24代 仁賢天皇(=18) |  |  |  |  |  |  |  |  |  |  |  |  |  |  |  |
| |                          |  |  |  |  |  |  |  |  |  |  |  |  |  |  |  |
| |                          |  |  |  |  |  |  |  |  |  |  |  |  |  |  |  |
| | 13. 手白香皇女(=9)       |  |  |  |  |  |  |  |  |  |  |  |  |  |  |  |
| |                          |  |  |  |  |  |  |  |  |  |  |  |  |  |  |  |
| |                          |  |  |  |  |  |  |  |  |  |  |  |  |  |  |  |
| | 27. 春日大娘皇女(=19)    |  |  |  |  |  |  |  |  |  |  |  |  |  |  |  |
| |                          |  |  |  |  |  |  |  |  |  |  |  |  |  |  |  |
| |                          |  |  |  |  |  |  |  |  |  |  |  |  |  |  |  |
| | 3. 穴穂部間人皇女        |  |  |  |  |  |  |  |  |  |  |  |  |  |  |  |
| |                          |  |  |  |  |  |  |  |  |  |  |  |  |  |  |  |
| |                          |  |  |  |  |  |  |  |  |  |  |  |  |  |  |  |
| | 28. 蘇我高麗(=20)        |  |  |  |  |  |  |  |  |  |  |  |  |  |  |  |
| |                          |  |  |  |  |  |  |  |  |  |  |  |  |  |  |  |
| |                          |  |  |  |  |  |  |  |  |  |  |  |  |  |  |  |
| | 14. 蘇我稲目(=10)        |  |  |  |  |  |  |  |  |  |  |  |  |  |  |  |
| |                          |  |  |  |  |  |  |  |  |  |  |  |  |  |  |  |
| |                          |  |  |  |  |  |  |  |  |  |  |  |  |  |  |  |
| | 7. 蘇我小姉君            |  |  |  |  |  |  |  |  |  |  |  |  |  |  |  |
| |                          |  |  |  |  |  |  |  |  |  |  |  |  |  |  |  |
| |                          |  |  |  |  |  |  |  |  |  |  |  |  |  |  |  |

兄弟姉妹
- 母・穴穂部間人皇女（欽明天皇の皇女。のち田目皇子の妃）
  - 厩戸皇子（聖徳太子）
  - 来目皇子
  - 殖栗皇子
  - 茨田皇子
- 母・蘇我石寸名（蘇我稲目の娘）
  - 田目皇子（用明天皇の第一皇子）
    - 佐富女王（母は穴穂部間人皇女）
- 母・葛城廣子（葛城直磐村の娘）
  - 麻呂子皇子
  - 酢香手姫皇女

妻子
- 菟道貝蛸皇女（敏達天皇・推古天皇の皇女）
- 橘大郎女（尾張皇子の娘。菟道貝蛸皇女の姪）
  - 白髪部王
  - 手島女王
- 刀自古郎女（蘇我馬子の娘）
  - 山背大兄王
  - 財王
  - 日置王
  - 片岡女王
- 膳大郎女（膳臣傾子の娘）
  - 舂米女王（山背大兄王の妃）
  - 泊瀬王（妻は佐富女王）
  - 久波太女王
  - 波止利女王
  - 三枝王
  - 伊止志古王
  - 麻呂古王
  - 馬屋古女王
  - 佐倉王

## 著作

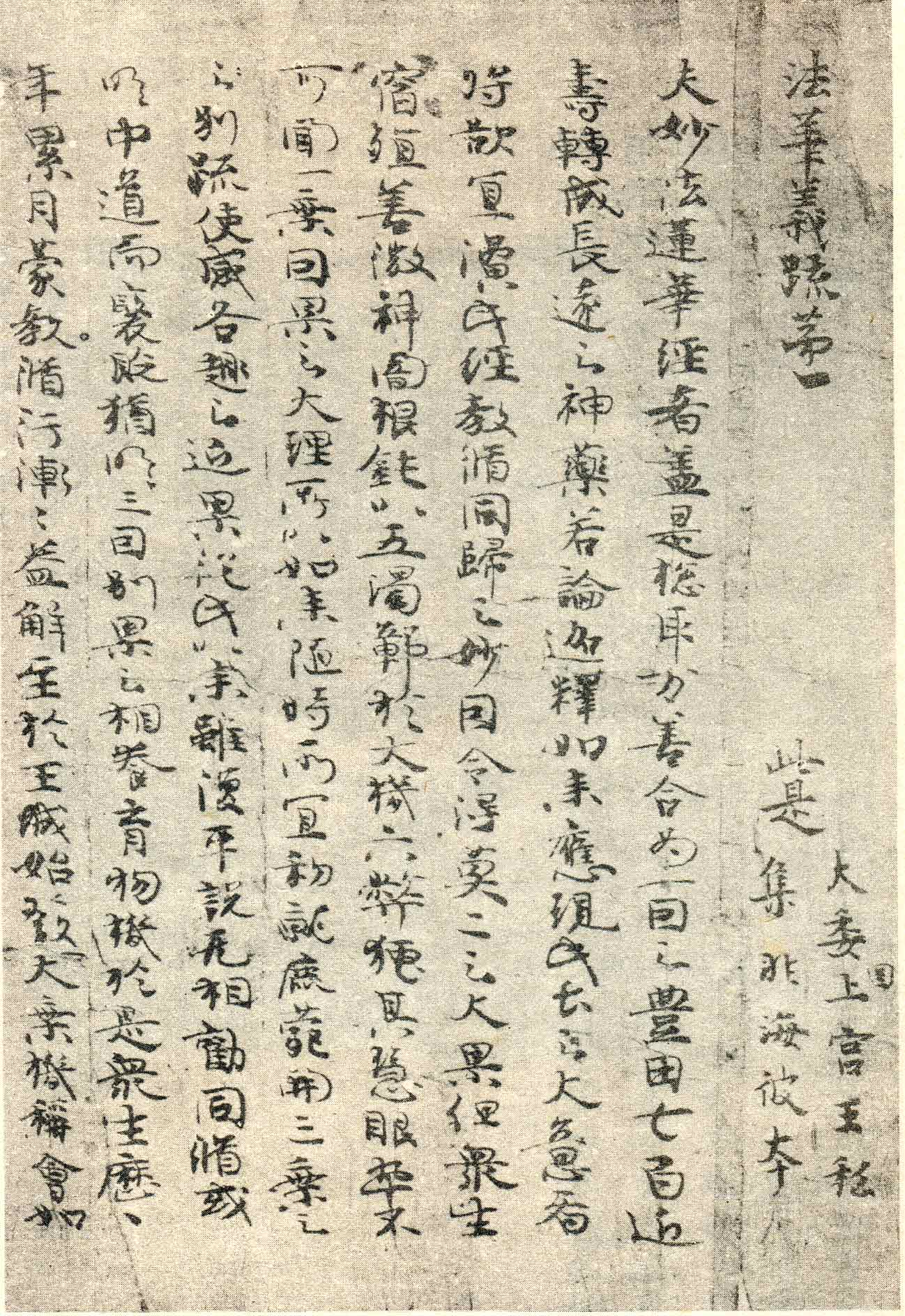
法華義疏

ここでは、以下の著作をいくつかとりあげる。聖徳太子に仮託した偽書も多く、『十七条憲法』や『三経義疏』のように研究者間でも意見が分かれるものが存在する。
- 『三経義疏』。このうち『法華義疏』は聖徳太子の真筆と伝えられるものが御物となっており、現存する書跡では最も古く、書道史においても重要な筆跡である。
- 『四天王寺縁起』は、聖徳太子の真筆と伝えられるものを四天王寺が所蔵しているが、後世（平安時代中期）の仮託と見られている。
- 『十七条憲法』は、『日本書紀』（推古天皇12年（604年））中に全文引用されているものが初出。『上宮聖徳法王帝説』には、乙丑の年（推古13年（605年）の七月に「十七餘法」を立てたと記されている。
- 『天皇記』、『国記』、『臣連伴造国造百八十部并公民等本記』は、『日本書紀』中に書名のみ記載されるが、現存せず内容は不明。
- 『先代旧事本紀』は、序文で聖徳太子と蘇我馬子が著したものとしているが、実際には平安時代初期の成立と見られる。その中には全85条からなり、神職、僧侶、儒者、政治家、公務員へ向けた5種類の十七条憲法が掲載されている。（十七条五憲法）
- 『未来記』は、聖徳太子による予言の書として度々古文書に登場しているが、聖徳太子が著した証拠は発見されていない。鎌倉時代から江戸時代にかけて、聖徳太子に仮託し『未来記』を称する偽書群が何度か作成された。

## 太子信仰

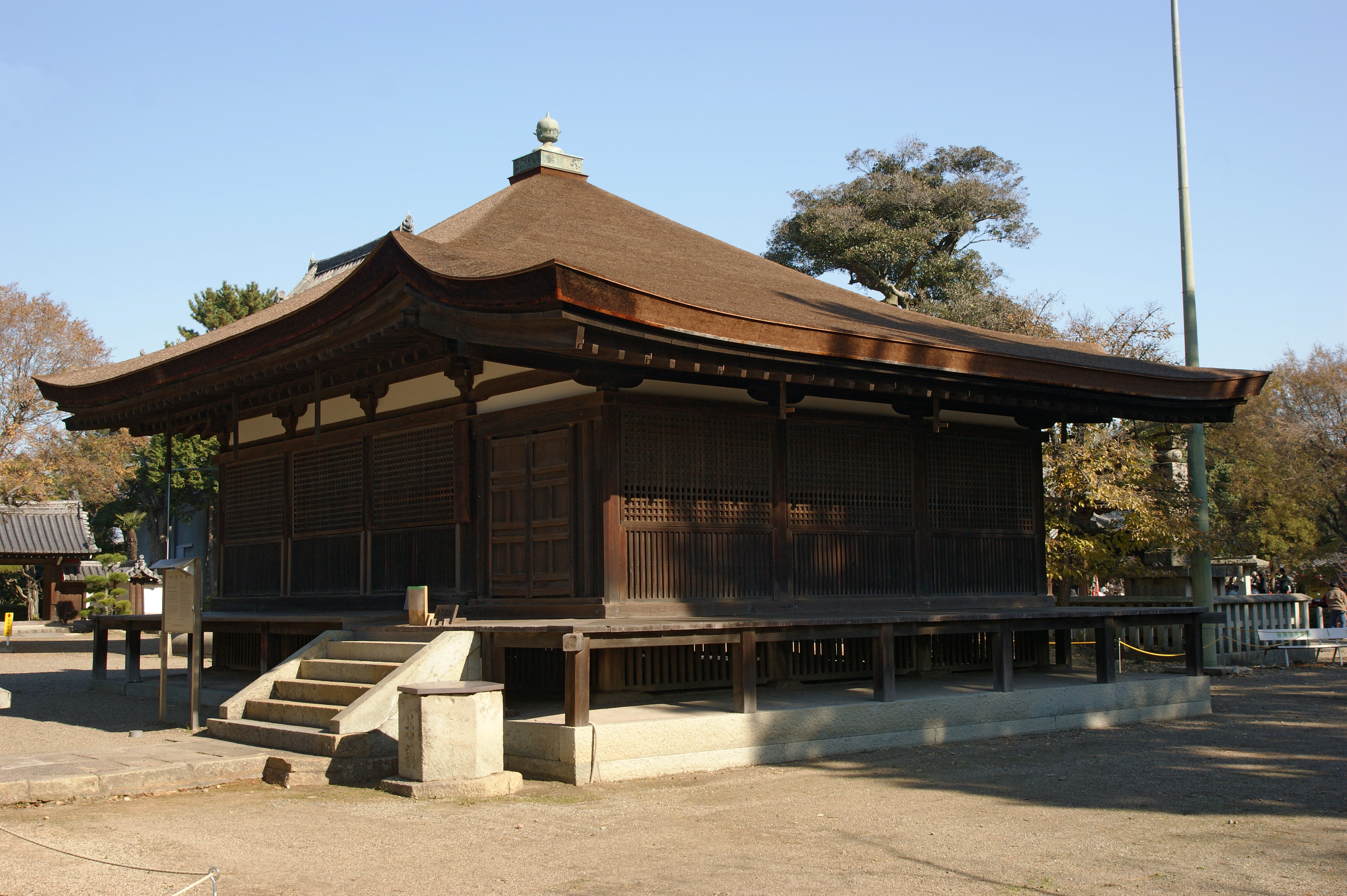
太子堂（鶴林寺）

聖徳太子の聖人化は、『日本書紀』に既に見えており、8世紀には「本朝（日本）の釈迦」と仰がれ、鎌倉時代までに『聖徳太子伝暦』など現存するものだけで二十種以上の伝記と絵伝（中世太子伝）が成立した。こうした伝記と絵伝により「聖徳太子信仰」は形成されていった。
太子自身を信仰対象として、聖徳太子像を祀った太子堂が各地の寺院にある。聖徳太子は観音菩薩の化身として尊ばれた。なお、「聖徳太子は観音菩薩の生まれ変わりである」とする考えもある。
その他、室町時代の終わり頃から、太子の祥月命日とされる2月22日を「太子講」の日と定め、大工や木工職人の間で講が行なわれるようになった。これは、四天王寺や法隆寺などの巨大建築に太子が関わり諸職を定めたという説から、建築、木工の守護神として崇拝されたことが発端である。さらに江戸時代には大工らの他に左官や桶職人、鍛冶職人など様々な職種の職人集団により太子講は盛んに営まれるようになった。なお、聖徳太子を本尊として行われる法会は「太子会」と称される。
現在は、聖徳太子を開祖とする宗派として聖徳宗（法隆寺が本山）が存在している。

### 親鸞

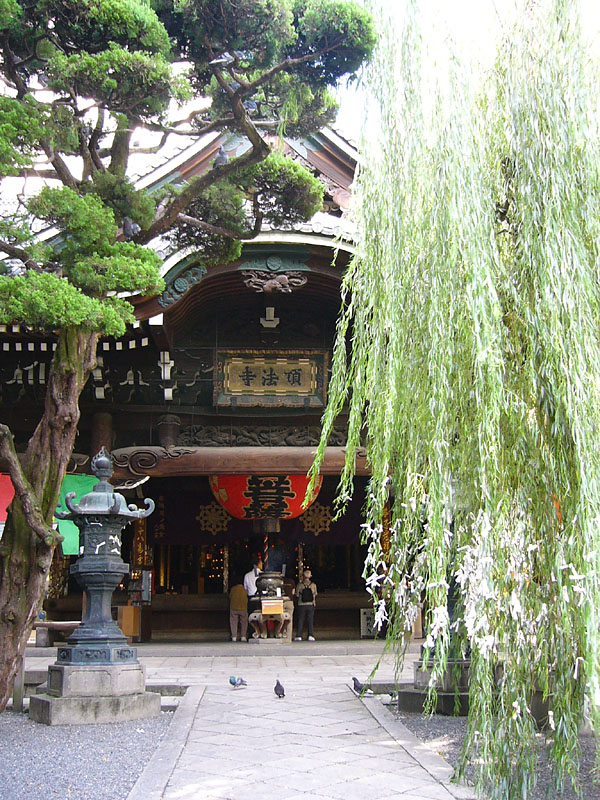
六角堂（頂法寺・本堂）

親鸞は、聖徳太子を敬っていた。親鸞は数多くの和讃を著したが、聖徳太子に関するものは、『正像末和讃』の中に11首からなる「皇太子聖徳奉讃」のほか、75首からなる『皇太子聖徳奉讃』、114首からなる『大日本国粟散王聖徳太子奉讃』など多くの「太子和讃」を残している。その太子和讃の中で、「仏智慧不思議の誓願を 聖徳皇のめぐみにて（略）」と阿弥陀如来の誓願を聖徳太子のお恵みによって知らせていただいたと詠われ、「和国の教主聖徳皇」と太子を日本に生まれて正法を興した主であると詠われた。親鸞の聖徳太子に纏わる夢告はいくつかあるが、六角堂に参篭した際の救世観音菩薩の夢告などを通して、自分の進むべき道を問い、尋ね、確かめていったと考えられる。
以降、親鸞を開祖とする浄土真宗では聖徳太子への尊崇が高まった。また、昭和時代に十七条憲法に疑問を呈した津田左右吉を告訴した原理日本社は、親鸞を尊崇する超国家主義団体であった。

## 後世の評価
聖徳太子は古代から評価されていた人物であるが、其の内容は時代によって大いに異なる。浄土信仰が盛んであった頃は、聖徳太子は浄土への導き手として尊崇された。また、戦国時代には物部守屋を破った「軍神」としても信仰された。江戸時代の儒学者や国学者には仏教をもたらしたことで日本を歪めたとされ、厳しく批判された。明治時代になると憲法制定の先駆者や大国と平等外交を行った外交家として評価された。第二次世界大戦期には「十七条憲法」のうち「和をもって尊しとなす」「承詔必謹」の部分が強調され、聖徳太子に関連する小冊子を文部省が配布することもあった。戦後になると「和」は平和と同一視されるようになり、「民主憲法」の元祖とみられるようになった。また亀井勝一郎や家永三郎のように「人間としての聖徳太子」を見るものも現れた。こうした状況を新川登亀男や井上章一などは「聖徳太子観は時代と自らを映す鏡」であると評している。

### 歴史学者の評価
関晃は次のように解説する。「推古朝の政治は基本的には蘇我氏の政治であって、女帝も太子も蘇我氏に対してきわめて協調的であったといってよい。したがって、この時期に多く見られる大陸の文物・制度の影響を強く受けた斬新な政策はみな太子の独自の見識から出たものであり、とくにその中の冠位十二階の制定、十七条憲法の作成、遣隋使の派遣、天皇記 国記 以下の史書の編纂などは、蘇我氏権力を否定し、律令制を指向する性格のものだったとする見方が一般化しているが、これらもすべて基本的には太子の協力の下に行われた蘇我氏の政治の一環とみるべきものである」。
田村圓澄は次のように解説する。「推古朝の政治について、聖徳太子と蘇我馬子との二頭政治であるとか、あるいは馬子の主導によって国政は推進されたとする見解があるが、572年（敏達天皇1）に蘇我馬子が大臣となって以来、とくに画期的な政策を断行したことがなく、聖徳太子の在世中に内政・外交の新政策が集中している事実から考えれば、推古朝の政治は太子によって指導されたとみるべきである」。
内藤湖南は『隋書』「卷八十一 列傳第四十六 東夷 俀國」に記述された俀王多利思北孤による「日出處天子致書日沒處天子無恙云云」の文言で知られる国書は聖徳太子らによる著述と推定している。

## 紙幣の肖像など

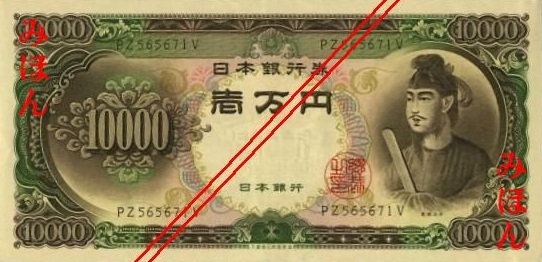
聖徳太子の肖像が描かれた一万円札（C一万円券）

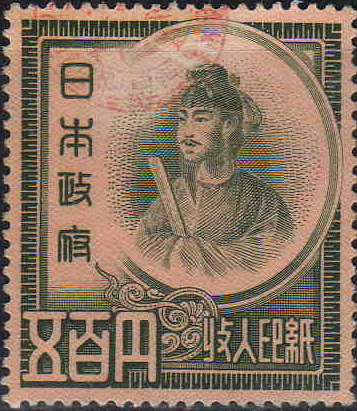
聖徳太子の肖像が描かれた500円収入印紙（1948年発行）

聖徳太子の肖像画は1930年（昭和5年）、紙幣（日本銀行券）の絵柄として百円紙幣に初めて登場して以来、千円紙幣、五千円紙幣、一万円紙幣と登場し、累計7回と最も多く紙幣の肖像として使用された。また、長きに渡って使用されたため、「お札の顔」として日本国民に広く認識されるようになった。特に高度成長期に当たる1958年（昭和33年）から1984年（昭和59年）に発行された「C一万円券」が知られており、高額紙幣の代名詞として「聖徳太子」という言葉が使用された。なお、この肖像は太子を描いた最古の『聖徳太子二王子像』から採られている。黒川真頼は、論文の中で、太子が着ている服装は①「朱華衣(はねず)」という天武天皇から持統天皇在位（685年 - 697年）までの皇族用の服であるということ、②手にしている笏（しゃく）は大化３年（647年）以後に制度化されること、③冠は漆紗冠（しっしゃかん）といって682年に始まったという説を唱えている。1948年（昭和23年）発行の500円収入印紙にも聖徳太子の肖像画、とされるものが採用された。

## 虚構説とその否定
聖徳太子の事績の大半は『日本書紀』の編纂を通じて、当時の為政者たちによって捏造されたとする聖徳太子虚構説が、1999年に大山誠一によって主張され、テレビなどで紹介されてブームとなった。人間・聖徳太子（厩戸王）が実在しなかったという意味ではなく、聖徳太子の聖人化（太子信仰）は政治的な意図をもって捏造されたとする説である。
しかし、「学説」とするには根拠に乏しいものであった。石井公成によると2021年時点で「学界で大山説を積極的に承認する論文は、この10年以上出なくなっている」という。

## 聖徳太子を題材とした作品
小説
- 聖徳太子 日と影の王子（1985年-1986年、黒岩重吾）
  - 斑鳩王の慟哭（1993年-1995年、黒岩重吾）
- 虚仮王（2024年、倉橋寛）

漫画
- 日出処の天子（1980年-1984年、山岸凉子）
- 聖徳太子（1991年-1994年、池田理代子）
- 天智と天武-新説・日本書紀-（2012年-2016年、中村真理子） - 聖徳太子=蘇我入鹿説を採る。

テレビドラマ
- 夢殿（1962年、日本テレビ、演：松本錦四郎）
- 聖徳太子（2001年、NHK、演：本木雅弘）

楽曲
- 聖徳太子（2023年、歌：水曜日のカンパネラ）[43]

テレビアニメ
- まんが日本史 第4話 「聖徳太子の理想 ―中国文化と仏教の伝来―」（1983年、日本テレビ、演：田中秀幸/藤田淑子（幼少期））[44]

舞台
- IMM THEATER こけら落とし公演『斑鳩の王子 ー戯史 聖徳太子伝ー』（2024年、演：明石家さんま）[45]